# ناثان بي. برادلي
ناثان بي. برادلي (بالإنجليزية: Nathan B. Bradley)‏ هو سياسي أمريكي، ولد في 28 مايو 1831 في لي في الولايات المتحدة، وتوفي في 8 نوفمبر 1906 في باي سيتي في الولايات المتحدة. حزبياً، نشط في الحزب الجمهوري. وقد انتخب عضو مجلس ولاية ميشيغان وانتخب عضو مجلس النواب الأمريكي.